# 松崎隆房
松崎隆房は、永生16(1519)年長門国で大内義隆家臣銀山隆城の嫡男として生まれる。幼名は萬千代。その後天文6(1537)年家督を継ぎ、天文20(1551)年の大寧寺の変にて大内義隆が死ぬと放浪の後に妻の実家が仕える里見家に仕える。その後永禄3(1560)年に北条氏政に降り伊豆松崎に所領を貰い松崎隆房と改名する。翌永禄4(1561)年2月病死。